# Häpnadsväktarna
Häpnadsväktarna är en svensk underhållningsserie för TV av Åke Cato, Lill Thorén och Sven Melander. Bland de medverkande fanns bland annat Sven Melander, Birgitta Andersson, Gus Dahlström, Frej Lindqvist, Suzanne Reuter och Ingvar Kjellson. Karl Haskel svarade för regin.
I serien förekom bland annat den klassiska sketchen där Suzanne Reuter begär "legimitation" av Frej Lindqvist. Det var också här som Sven Melanders och Åke Catos kockduo Werner och Werner dök upp första gången (i avsnittet "En vecka senare").
Första omgången som bestod av fem avsnitt hade premiär i TV2 den 8 maj 1981. Ytterligare en omgång med sex avsnitt sändes 1982-1983.

## Avsnitt
- 8 maj 1981: Händelserna tar sin början
- 15 maj 1981: Det drar ihop sig
- 22 maj 1981: En vecka senare
- 29 maj 1981: Molnen skingras
- 5 juni 1981: Slutet

- 26 december 1982: Kära Sverige
- 2 januari 1983: Krassliga Sverige
- 9 januari 1983: Fritids-Sverige
- 16 januari 1983: Skumma Sverige, ett fängslande program
- 23 januari 1983: Svenska Sverige, ett välfärdsprogram
- 28 januari 1983: Övriga Sverige, ett katastrofalt program